# 绝对凸集
一个实或复向量空间上的集合C，如果它是凸集且是平衡集，则被称为是绝对凸的(英語：absolutely convex)或圆盘化的(英語：disked)，在这种情形下C被称为圆盘(英語：Disk)。

## 性质
一个集合{\displaystyle C}是绝对凸的，当且仅当对于{\displaystyle C}中的任何点{\displaystyle x_{1},\,x_{2}}和任意数{\displaystyle \lambda _{1},\,\lambda _{2}}满足{\displaystyle |\lambda _{1}|+|\lambda _{2}|\leq 1}，有和{\displaystyle \lambda _{1}x_{1}+\lambda _{2}x_{2}}属于{\displaystyle C}。
由于任意绝对凸集的交集仍是绝对凸的，因此对于向量空间的任意子集A，可以将其绝对凸包定义为包含A的所有绝对凸集的交集。

## 绝对凸包

浅灰色区域是十字架区域的绝对凸包。

集合A的绝对凸包定义如下
{\displaystyle {\mbox{absconv}}A=\left\{\sum _{i=1}^{n}\lambda _{i}x_{i}:n\in \mathbb {N} ,\,x_{i}\in A,\,\sum _{i=1}^{n}|\lambda _{i}|\leq 1\right\}}。

## 另请参阅
- 向量，关于物理中的向量
- 向量场